# Kościół Najświętszego Serca Pana Jezusa w Nowym Dworze
Kościół pw. Najświętszego Serca Pana Jezusa w Nowym Dworze – kościół filialny zlokalizowany we wsi Nowy Dwór (województwo lubuskie). Od 1958 należy do parafii św. Mikołaja Biskupa ze Skwierzyny.

## Historia
Obiekt stoi na terenie parku pałacowego, w pobliżu zrujnowanego pałacu nowodworskiego i starorzecza Warty. Kościół pochodzi z XIX wieku i reprezentuje styl neogotycki. Elewacje są otynkowane. Czworoboczna wieża z okulusem wyrasta bezpośrednio z bryły i jest w całości pokryta dachówką (także ściany). Zwieńczona hełmem.